# NGC 776
NGC 776 (również PGC 7560 lub UGC 1471) – galaktyka spiralna z poprzeczką (SBb), znajdująca się w gwiazdozbiorze Barana. Odkrył ją Heinrich Louis d’Arrest 2 grudnia 1861 roku.
W galaktyce tej zaobserwowano supernową SN 1999di.